# برانجيه ريموند الثاني
برانجيه ريموند الثاني (1053 أو 1054 - 1097 أو 1099م) هو كونت برشلونة بين عامي 1076 و1097م. كان ابن ريموند برانجيه الأول، وبعد وفاة والده تشارك الحكم لفترةٍ مع أخيه ريموند برانجيه الثاني. عاصر ملوك الطوائف المسلمين في الأندلس، وكانت له صدامات معهم.
ولد برانجيه ريموند في عام 1053 أو 1054، وورث الحكم عن والده ريموند الأول في عام 1075 جنباً إلى جنبٍ مع أخيه ريموند. إلا إنَّ الأخوين اختلفا، فقسَّما الحكم بينهما على عكس ما أراده وأوصا به والدهما. قُتِلَ أخوه ريموند برانجيه الثاني خلال رحلة صيدٍ في عام 1082، ولأنَّ ذلك ساعده على الانفراد بحكم كونتية برشلونة فقد وُجِّهت إليه التهم بكونه مُدبِّر قتل أخيه، وأدَّت هذه الظنون وطعون أخرى ببرانجيه إلى اندلاع الثورة ضدَّه، وتحول الأمر إلى حربٍ أهلية في كتالونيا. وفي النهاية قاد تدخل أطرافٍ مختلفة إلى تسوية في عام 1086، تقرَّر بموجبها أن يحكم برانجيه الثاني كتالونيا إلى جانب ابن أخيه ريموند برانجيه الثالث (وعمره آنذاك أربعة أعوام) لمدة 11 عاماً، حتى يصبح ريموند الثالث قادراً على القيام بشئون الحكم بنفسه.
في خلال فترة حكمه، تدخَّل برانجيه الثاني بالنزاعات الداخلية بين ملوك الطوائف في الأندلس، ممَّا جره إلى صراعٍ مع إل سيد الملك النصراني، وتعرَّض برانجيه للأسر مرَّتين خلال حروبه هذه.
لم تورد المصادر التاريخية الكثير عن حياته بعد تنازله عن الحكم لريموند الثالث في عام 1097. ظلَّ برانجيه معرضاً لتهم قتل أخيه ريموند الثاني، وفي النهاية تعرَّض للمحاكمة بالنزال (حيث يجري قتال بالسيوف بين الخصمين المختلفين، ويُفتَرض بأن المنتصر منهما في المعركة هو المحق والآخر هو الكاذب)، وخسر النزال، فرحل إلى القدس، ربَّما ليحجَّ ككفَّارة عن خطيئته أو ليشارك في الحرب الصليبية الأولى، وقد توفي خلال ذلك بين عامي 1097 و1099م.